# Торвар
52°13′21″ пн. ш. 21°02′32″ сх. д. / 52.2225° пн. ш. 21.042222° сх. д.
Зала «Торвар» (пол. Hala Torwar) — багатофункціональний комплекс у місті Варшаві — столиці Польщі (дільниця — Середмістя). Діє з 1953 року.

## З історії
1953 року після кампанії в пресі, тиску всієї громадської думки, залучення вищих спортивних діячів на початку січня прийняли рішення, що Варшава матиме свою штучну ковзанку. Її мали спорудити в міжшкільному парку «Аґриколі» на вулиці Лазенковській. Це місце вважали найкращим для такого об'єкта, бо воно, зокрема включало природний схил як опору для майбутніх трибун, який також мав забезпечити природний захист від вітру. Перевагою стало і зручне сполучення з центром міста та сусідство з об'єктами «Легії».
Офіційною датою офіційного відкриття ковзанки мало бути 3 січня 1954 року, але було вирішено прискорити — офіційна церемонія відкриття відбулася 12 грудня 1953 року. Перший хокейний матч, який відбувся на «Торварі» — гра між клубами ЦВСК (Варшава) та «Гвардія» (Бидгощ), що завершилася перемогою військових 12:3 (4:3; 2:0; 6:2). Перший міжнародний матч — 3 січня 1954 року: ЦВСК (Варшава) і «Динамо» (Вайсвассер) — завершився перемогою поляків 6:5 (4:3; 2:1; 0:1). Перший матч між збірними — Польщі та СРСР — відбувся 7 жовтня 1954 року (1:7).
Зала відіграла значну роль в історії польського хокею як місце для тренувальних зборів клубних команд і національної збірної, а також проведення багатьох чемпіонатів і ігор польських збірних.
Після багатьох років діяльности було прийнято рішення модернізувати залу, яку 26 листопада 1999 року відкрили після реконструкції. До «старої» будівлі приєднали другий об'єкт — ЦОС Торвар II, який відіграє значну роль у забезпеченні можливостей тренувань для спортсменів зимових дисциплін.  
2007 року «Торвар» прийняв чемпіонат Європи з фігурного катання (Україну представляли Антон Ковалевський, Ірина Мовчан, спортивні пари Волосожар — Морозов і Єфаєва — Меншиков, танцюристи Задорожнюк — Вербило і Бекназарова — Зуєв). Ковзанка арени викликала невдоволення тренерів та суддів, бо мала на 2 м менших звичних для спортсменів розмірів, на яких вони звикли тренуватися й змагатися. Таке буває, наприклад, у Канаді, але зазвичай фігуристів заздалегідь попереджають, а перед змаганнями у Варшаві оргкомітет турніру цього не зробив.
Невдовзі після російського вторгнення на територію України 24 лютого 2022 року в «Торварі» відкрили один із найбільших пунктів прийому біженців з України.
«Торвар» є домашньою ареною варшавського «Проєкту» — клубу польської Плюс Ліги.

## Світлини

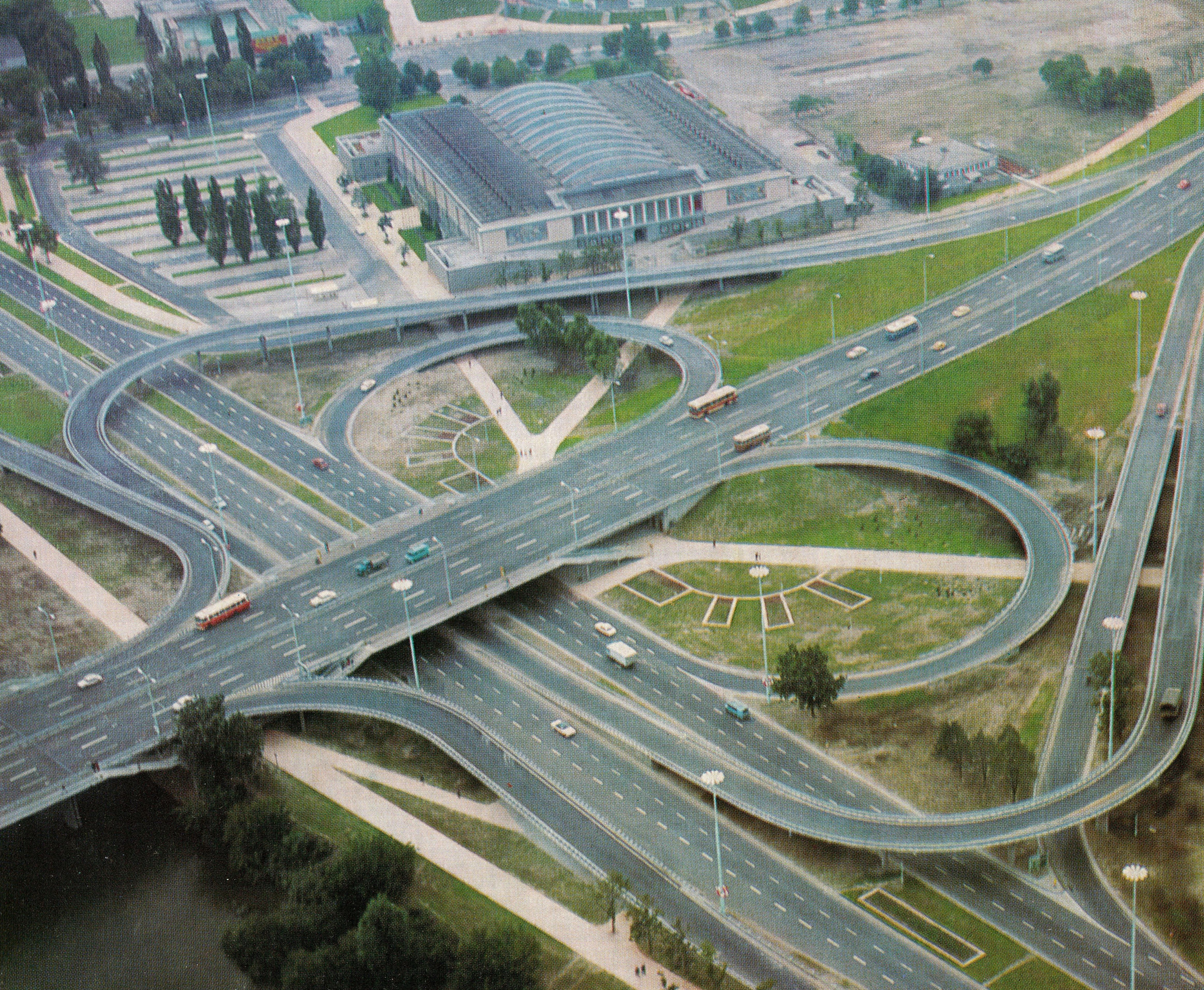
Вигляд із лету птаха, 1974
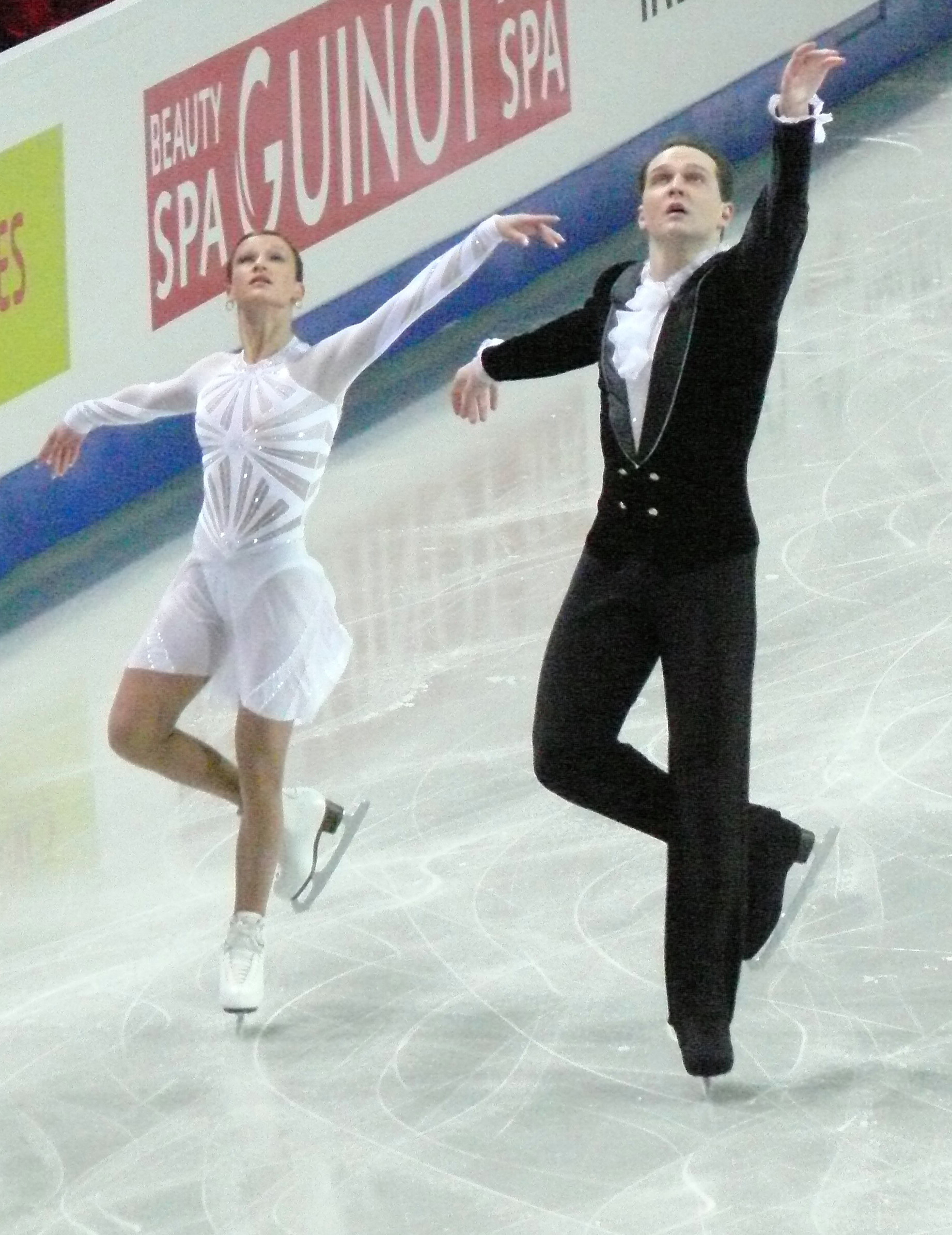
С. Морозов і Т. Волосожар, ЧЄ-2007